# Bärenhaus (Selb)
Bärenhaus ist ein Gemeindeteil der Großen Kreisstadt Selb im Landkreis Wunsiedel im Fichtelgebirge (Oberfranken, Bayern).
Die Einöde liegt etwa fünf Kilometer nördlich des Selber Stadtkerns unweit der tschechischen Grenze und entstand zwischen 1819 und 1827. Sie gehörte zur ehemaligen Gemeinde Lauterbach.